# Zamarada polyctemon
Zamarada polyctemon là một loài bướm đêm trong họ Geometridae.